# Grupa trywialna
Grupa trywialna – grupa składająca się wyłącznie z jednego elementu; tego rodzaju grupy są najmniejszymi w sensie liczebności (tj. rzędu) możliwymi grupami.

## Przykłady
Istnieje wiele tak scharakteryzowanych grup, np.:
- grupa addytywna {\displaystyle \mathbb {Z} _{1}=\{0\}} z działaniem dodawania modulo {\displaystyle 1,}
- grupa multiplikatywna {\displaystyle \mathbb {Z} _{2}^{\times }=\{1\}} z działaniem mnożenia modulo {\displaystyle 2} (zob. arytmetyka modularna[c]),
- grupa pierwiastków z jedynki {\displaystyle \mathbb {C} _{1}=\{1\}} nad ciałem liczb zespolonych[d],
- grupa permutacji {\displaystyle S_{1}=\{\mathrm {id} \}} zbioru jednoelementowego[e];

wszystkie one mają tę samą strukturę, tzn. są izomorficzne.
Dzieje się tak również dlatego, że w dowolnym zbiorze jednoelementowym {\displaystyle E=\{e\}} można wprowadzić jedno i tylko jedno działanie dwuargumentowe {\displaystyle \heartsuit ,} które uczyniłoby z niego grupę. Wówczas wzór
{\displaystyle e\ \heartsuit \ e=e}
opisuje wszystkie w niej zależności; w szczególności, iż {\displaystyle e} pełni rolę elementu neutralnego oraz odwrotnego względem siebie. W związku z powyższym często utożsamia się wszystkie grupy jednoelementowe oznaczając je wspólnym symbolem, np. {\displaystyle E,} czy {\displaystyle \mathbf {1} } (w notacji multiplikatywnej) albo {\displaystyle \mathbf {0} } (w notacji addytywnej).

## Własności
Każda grupa trywialna jest cykliczna, gdyż jest generowana przez element neutralny (przyjmuje się również, że generuje ją także zbiór pusty). Jako taka jest ona zatem: przemienna (abelowa), a ponadto doskonała, pełna, nilpotentna oraz rozwiązalna; dodatkowo jest to jedyna grupa jednocześnie torsyjna i beztorsyjna, przyjmuje się również, że ma zerową rangę.
W dowolnej grupie można wyróżnić jedną i tylko jedną podgrupę, która sama w sobie jest grupą trywialną: składa się ona z jej elementu neutralnego i nazywa podgrupą trywialną tej grupy.